# Pedicia tjederi
Pedicia (Crunobia) tjederi là một loài ruồi trong họ Pediciidae. Chúng phân bố ở vùng sinh thái Palearctic.